# Andrzej Bobola
Andrzej Bobola (biał. Андрэй Баболя; ur. 30 listopada 1591 w Strachocinie, zm. 16 maja 1657 w Janowie Poleskim) – polski duchowny katolicki, jezuita, misjonarz, kaznodzieja, męczennik, superior klasztoru jezuitów w Bobrujsku, święty Kościoła katolickiego, zwany apostołem Polesia oraz jeden z katolickich patronów Polski.

## Życiorys
| Ważniejsze wydarzenia z życia św. Andrzeja Boboli | |
| Data                                              | Wydarzenie |
| 29 lub 30 listopada 1591                          | urodziny w Strachocinie k. Sanoka w szlacheckiej rodzinie h. Leliwa                                                                    |
| 1606–1611                                         | uczeń szkoły jezuitów w Braniewie |
| 21 lipca 1611                                     | rozpoczął nowicjat jezuitów w Wilnie                                                                                                   |
| 10 sierpnia 1611                                  | otrzymał suknię zakonną jezuitów |
| 31 lipca 1613                                     | złożył śluby zakonne |
| 1613–1616                                         | studiował filozofię w Akademii Wileńskiej, po końcowych egzaminach podjął studia teologiczne                                           |
| 1616–1618                                         | odbył praktykę pedagogiczną w szkołach jezuickich w Braniewie i Pułtusku                                                               |
| 1618–1622                                         | studiował teologię w Akademii Wileńskiej                                                                                               |
| 12 marca 1622                                     | otrzymał święcenia kapłańskie |
| 1622–1624                                         | odbył trzecią probację w kolegium w Nieświeżu, po czym został mianowany rektorem kościoła tego kolegium                                |
| 1626–1630                                         | kaznodzieja i spowiednik w kościele św. Kazimierza w Wilnie, od 1626 pełnił funkcje rektora tego kościoła, a od 1628 doradcy prepozyta |
| 2 czerwca 1630                                    | złożył profesję czterech ślubów zakonnych w kościele św. Kazimierza w Wilnie                                                           |
| 1630–1633                                         | pełnił obowiązki superiora domu zakonnego jezuitów w Bobrujsku                                                                         |
| 1633–1636                                         | kierował Sodalicją Mariańską uczniów kolegium w Płocku                                                                                 |
| 1636–1637                                         | kaznodzieja w domu profesorów w Warszawie                                                                                              |
| 1637–1638                                         | prefekt i kaznodzieja kolegium jezuitów w Płocku                                                                                       |
| 1638–1642                                         | kaznodzieja oraz doradca rektora i dyrektora szkoły humanistycznej w Łomży                                                             |
| 1642–1646                                         | kaznodzieja, kierownik nauk, moderator Sodalicji Mariańskiej i misjonarz w Pińsku                                                      |
| 1646–1652                                         | kaznodzieja, wykładowca i misjonarz w kościele św. Kazimierza w Wilnie                                                                 |
| 1652–1657                                         | kaznodzieja i misjonarz w kościele św. Stanisława w Pińsku, w 1653 w Połocku, a 1655 w Wilnie                                          |
| 16 maja 1657                                      | męczeńska śmierć w Janowie Poleskim |

Andrzej Bobola pochodził ze szlacheckiego rodu, osiadłego w Małopolsce, pieczętującego się herbem Leliwa.
Urodził się między sierpniem a grudniem 1591 w Strachocinie. Datę tę potwierdzają jezuickie katalogi trzyletnie z lat 1628, 1645 i 1649. Datę 30 listopada przyjęło się uznawać za poprawną, gdyż w owych czasach istniał zwyczaj nadawania dzieciom imion patronów danego dnia. Istnieją sprzeczne informacje co do jego rodziny – ojcem Andrzeja mógł być Jan Bobola albo Mikołaj Bobola. O jego matce nie ma żadnych informacji. W młodości został posłany do kolegium jezuitów w Braniewie (1606–1611), gdzie 8 grudnia 1608 wstąpił do Sodalicji Mariańskiej. Trzy lata później wstąpił do zakonu jezuitów. 31 lipca 1611 zgłosił się do prowincjała litewskiej prowincji jezuitów ks. Pawła Bokszy i poprosił o przyjęcie do nowicjatu wileńskiego. Równo dwa lata później ukończył nowicjat i złożył profesję wieczystą. Mistrzem-spowiednikiem Andrzeja Boboli w nowicjacie był o. Wawrzyniec Bartilius. 21 grudnia 1613 przyjął w katedrze wileńskiej, w kaplicy św. Kazimierza z rąk bp. Abrahama Woyny święcenia niższe, a nieco wcześniej rozpoczął studia filozoficzne na Akademii Wileńskiej. Po ich ukończeniu w 1616, został skierowany do szkoły zakonnej w Braniewie, by pracować tam jako nauczyciel. Rok później został przeniesiony do Pułtuska, a w 1618 powrócił do Wilna studiować teologię. 12 marca 1622 otrzymał z rąk bp. Eustachego Wołłowicza święcenia kapłańskie. Pomimo próśb swojej rodziny, Andrzej sprzeciwił się decyzji o przeniesieniu go z prowincji litewskiej do polskiej.
26 lipca nie zdał końcowego egzaminu z całości studiów filozoficzno-teologicznych, przed komisją której przewodniczył Jan Grużewski. Następnie odbył trzecią probację i udał się do Nieświeża. Został rektorem tamtejszego kościoła i oddał się pracy duszpasterskiej. W 1624 powrócił do Wilna, gdzie posługiwał w kościele św. Kazimierza. Pomimo nieukończenia studiów, dzięki wstawiennictwu prowincjała Jana Jamiołkowskiego, 2 czerwca 1630 Bobola złożył czwarty ślub posłuszeństwa papieżowi. W latach 1630–1633 był superiorem domu zakonnego w Bobrujsku. Następnie pracował w Płocku (1633–1636) i (1637–1638) jako prefekt kolegium i kaznodzieja, w Warszawie jako kaznodzieja (1636–1637). Kolejne cztery lata (1638–1642) spędził w Łomży, będąc doradcą rektora, kaznodzieją i dyrektorem szkoły humanistycznej. W okresie 1642–1646 przebywał w Pińsku i okolicach prowadząc rozwiniętą działalność duszpasterską i zakładając Sodalicję Mariańską, a w latach 1646–1652 ze względów zdrowotnych przebywał w Wilnie, przy kościele św. Kazimierza, głosząc kazania i prowadząc wykłady oraz misje.
Następnie ostatecznie powrócił do Pińska, gdzie skupił się na działalności duszpasterskiej. Podróżował od wsi do wsi i nauczał o wierze, starając się przekazać wiedzę z katechizmu, a także wygłaszał kazania w mniejszych skupiskach ludzkich. Udzielał także chrztów, ślubów, spowiadał i udzielał Eucharystii. Został nazwany Apostołem Polesia lub Apostołem Pińszczyzny.
Jezuita Jan Łukaszewicz, który osobiście znał Andrzeja Bobolę, przekazał pewne cechy jego wyglądu, stwierdzając m.in.:

Andrzej był średniego wzrostu, o zwartej muskularnej i silnej budowie ciała. Twarz miał okrągłą, pełną, policzki okraszone rumieńcem, przez jasną, przyprószoną siwizną, fryzurę, z lekka przeświecała łysina. Powagi dodawała twarzy siwiejąca, nisko strzyżona broda.

Wdawał się w dysputy z Cerkwią prawosławną, starając się nawrócić ich członków na katolicyzm. Udało mu się to całkowicie z wiernymi z dwóch prawosławnych wsi: Bałandycz i Uzdrożyna oraz częściowo z Janowem Poleskim.
Po zajęciu Wilna przez Kozaków, całe katolickie Zadnieprze było atakowane z powodu porzucenia wiary prawosławnej. Niszczono świątynie i szkoły katolickie, a także mordowano duchownych i zakonników. Bobola powrócił z Wilna do Pińska, jednak szybko musiał uciekać przed nacierającymi Kozakami. Schronił się we wsi Mohylno, jednak został wydany przez prawosławną ludność. Uciekającego na wozie Andrzeja, we wsi Pieridił, schwytał oddział kozacki i usiłował groźbą wymusić wyparcie się wiary. Nie przyniosło to efektu, zatem napastnicy odarli go z szat, przywiązali do płotu i bili kańczugami. Następnie rozwiązali go, bili po twarzy (wybijając zęby), a później przywiązali do dwóch koni i wyruszyli do Janowa Poleskiego. Gdy Andrzej tracił przytomność, był ponownie bity kańczugami.
Gdy dotarli do miejscowości, oddano go pod sąd, jednak jeden z kozackich zbrojnych usiłował zadać mu śmiertelną ranę mieczem. Bobola zasłonił się ręką, przez co stracił trzy palce, ale uniknął śmierci. Aby poddać go kolejnym torturom, zaprowadzono go do rzeźni Grzegorza Hołowejczyka, gdzie przypalano go ogniem, wbijano drzazgi za paznokcie i obdzierano ze skóry. Ponadto przekłuto mu oko, obcięto nos i język, a pod koniec powieszono za nogi. Mimo tego Bobola nie wyparł się wiary. Zmarł 16 maja 1657 po otrzymaniu dwóch ciosów szablą w szyję. Według niektórych źródeł śmierć powieszonego za nogi Boboli miała miejsce na rynku w Janowie Poleskim.
Został pochowany w podziemiach kolegium w Pińsku.

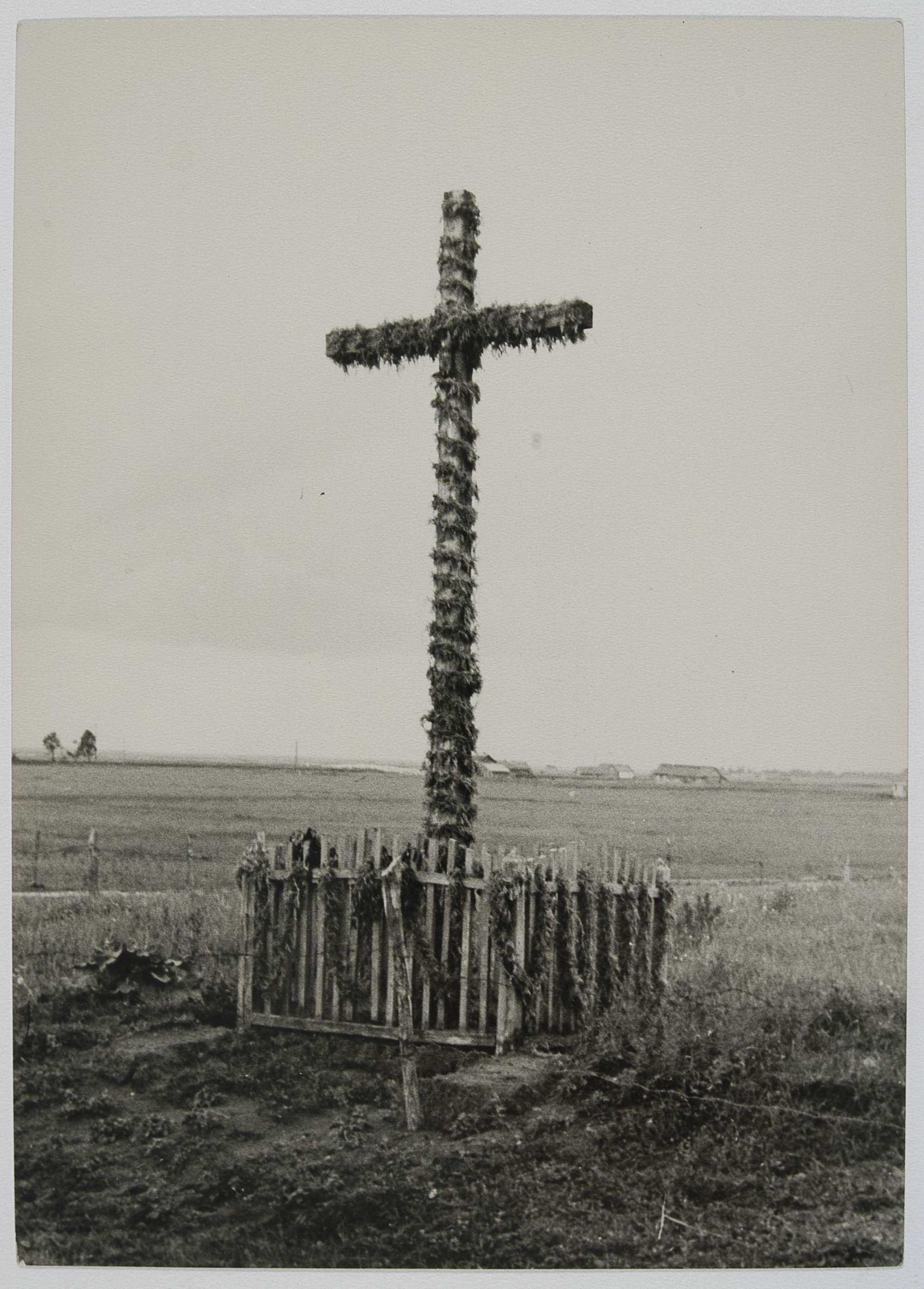
Miejsce męczeństwa Andrzeja Boboli

## Duchowość
Duchowość Andrzeja Boboli miała chrystocentryczny charakter. Oznacza to, że dzięki wychowawczej pracy rodziców, religijności domu rodzinnego, centrum jego powołania i życia był Chrystus – stanowiąc wzór do naśladowania. Pierwszą cechą duchowości Andrzeja Boboli była jego bezgraniczna wierność Chrystusowi. Celem tej formacji było nabycie jak najgłębszej więzi z Chrystusem, zaś jej sposobem było umartwienie, a środkami, jakie stosował to: asceza, modlitwa, szczególnie adoracja Najświętszego Sakramentu. Wszystkie te elementy zbudowały jego niezłomność potwierdzoną przez męczeńską śmierć.
Mając świadomość obdarowania darem kapłaństwa, z gorliwością apostolską służył wiernym na polach działalności misyjnej czy kaznodziejskiej. Szerzył swoje posłannictwo poprzez głoszenie kazań oraz misyjne wyprawy na Kresy Wschodnie. Jego działalność pasterska i kaznodziejska była na tyle skuteczna, że pozyskiwał nowych wiernych szczególnie wśród prawosławnych. Nazywano go łowcą dusz, apostołem Pińszczyzny czy też apostołem Polesia. Trzecią cechą jego duchowości była otwartość na dialog z ludźmi różnych wyznań, światopoglądu religijnego i pozycji społecznej. Podejmował rozmaite działania na rzecz budowania jedności Kościoła, wykazując tym samym ekumeniczną wrażliwość.

## Relikwie
Trumnę z ciałem Boboli odnaleziono 19 kwietnia 1702 roku, a po jej otwarciu okazało się, że zwłoki nie mają oznak rozkładu. W 1808 roku, na prośbę generała jezuitów Tadeusza Brzozowskiego, szczątki zostały przeniesione do krypty w kościele jezuickim w Połocku. Po wypędzeniu stamtąd zakonników, trumnę przetransportowano do kościoła dominikanów. Po przegranej Bitwie Warszawskiej, bolszewicy podjęli próbę zabrania ciała Boboli, gdyż panowała opinia, że Polacy zwyciężyli dzięki jego wstawiennictwu. Wkroczyli do kościoła, zerwali pieczęcie z trumny, obnażyli zwłoki z alby, ornatu i biretu, a następnie zrzucili je na ziemię. Spowodowało to protesty parafian, którzy na zmianę strzegli ciała, a duchowni odprawiali nabożeństwa ekspiacyjne. Mimo tego, komuniści siłą zabrali trumnę, przewieźli do Moskwy i umieścili w gmachu Higienicznej Wystawy Ludowego Komisariatu Zdrowia. Dzięki staraniom Stolicy Piotrowej, udało się uzyskać zgodę na wywóz ciała Andrzeja (w relikwiarzu), najpierw koleją z Moskwy do Odessy, a potem statkiem „Cziczerin” do Konstantynopola. Następnie ciało błogosławionego przewieziono statkiem „Carnero” do Brindisi, a stamtąd do Rzymu dzień Wszystkich Świętych 1923 roku.
8 czerwca 1938 ciało św. Andrzeja Boboli specjalnym pociągiem zostało uroczyście przetransportowane z Rzymu do Polski, a od 17 czerwca 1938 znajduje się w Warszawie. 13 maja 1989 złożono je w nowo wybudowanym sanktuarium św. Andrzeja Boboli przy ul. Rakowieckiej 61.
| Miejsca przechowywania ciała św. Andrzeja Boboli |                                                            |
| Okres                                            | Miejsce                                                    |
| 1657–1702                                        | krypta kolegium jezuitów w Pińsku                          |
| 1702 – 01.1808                                   | krypta kościoła św. Stanisława w Pińsku                    |
| 01.1808 – 1830                                   | krypta kościoła św. Stefana w Połocku                      |
| 1830 – 20.07.1922                                | kaplica w kościele Matki Bożej Różańcowej w Połocku        |
| 20.07.1922 – 21.09.1923                          | Higieniczna Wystawa Ludowego Komisariatu Zdrowia w Moskwie |
| 01.11.1923 – 05.1924                             | bazylika św. Piotra na Watykanie                           |
| 05.1924 – 08.06.1938                             | kościół Najświętszego Imienia Jezus w Rzymie               |
| 20.06.1938 – 27.09.1939                          | kaplica Jezuitów przy ul. Rakowieckiej w Warszawie         |
| 27.09.1939 – 14.08.1944                          | kościół Matki Bożej Łaskawej w Warszawie                   |
| 14.08.1944 – 07.02.1945                          | podziemia kościoła św. Jacka w Warszawie                   |
| 07.02.1945 – 13.05.1989                          | kaplica Jezuitów przy ul. Rakowieckiej w Warszawie         |
| od 13.05.1989                                    | sanktuarium św. Andrzeja Boboli                            |

## Beatyfikacja i kanonizacja
O wyniesienie na ołtarze Andrzeja Boboli zabiegali o. Marcin Godebski i Aleksander Benedykt Wyhowski – biskup łucki. W 1712 generał jezuitów Michelangelo Tamburini wszczął starania o jego beatyfikację, a prokuratorem w procesie beatyfikacji mianowano profesora teologii o. Jakuba Staszewskiego.
W Janowie Poleskim, w 1717, w miejscu jego męczeństwa postawiono krzyż pamiątkowy, nieopodal którego w dniu 1 listopada 1723 na rynku doszło do dziwnego zjawiska ukazania się świetlanego krzyża. Proces beatyfikacyjny przeciągał się, a następnie uległ zwłoce z powodu kasaty zakonu jezuitów w 1773 i rozbiorów Polski. Do wznowienia procesu doszło w 1826, a nowym postulatorem został o. Rajmund Brzozowski. 24 czerwca 1853 papież Pius IX wydał uroczysty dekret zezwalający na beatyfikację męczennika, uznając cudowne uzdrowienia dzieci: Jana Chmielnickiego, Marianny Florkowskiej i Katarzyny Brzozowskiej przez wstawiennictwo Andrzeja Boboli. 30 października 1853 został on beatyfikowany w bazylice św. Piotra w Rzymie.

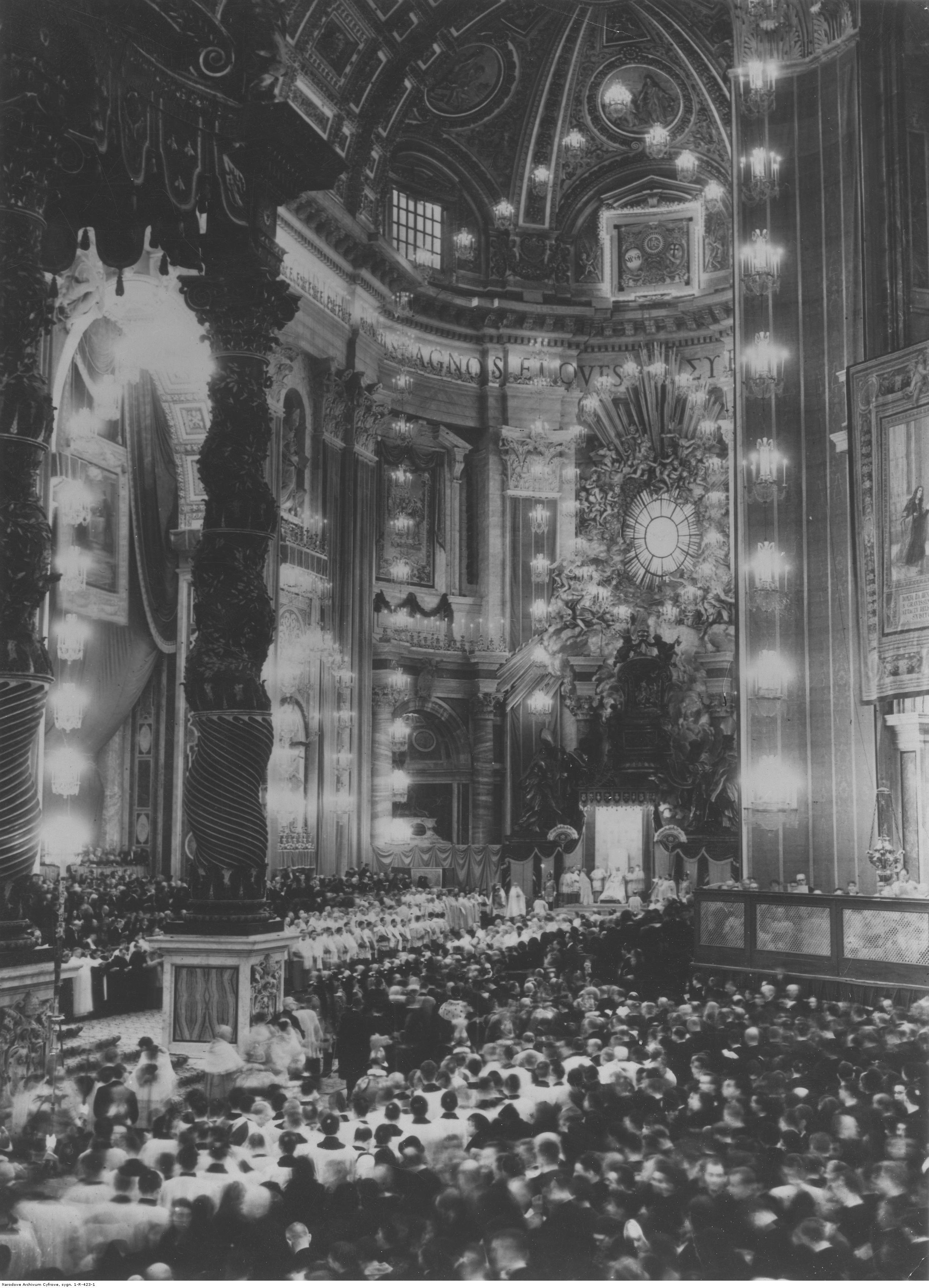
Kanonizacja bł. Andrzeja Boboli, bazylika św. Piotra na Watykanie

Następnie w procesie kanonizacyjnym papież Pius XI 16 marca 1937 uznał cudowne uzdrowienia Idy Henryki Kopeckiej (z osteomalacji) i zakonnicy z zakonu służebniczek Alojzy Dobrzyńskiej (z rakowatego owrzodzenia trzustki) za przyczyną bł. Andrzeja Boboli, a 17 kwietnia 1938 (w święto Zmartwychwstania Pańskiego) kanonizował go w Rzymie. 16 maja 1957 papież Pius XII promulgował encyklikę Invicti athletae Christi w trzechsetną rocznicę jego śmierci.
Jego wspomnienie liturgiczne w Kościele katolickim wyznaczono na dzień 16 maja (dies natalis).

## Kult i upamiętnienie
- Biografowie jego życia twierdzą, że po męczeńskiej, heroicznej śmierci ukazywał się on w widzeniach wielu osobom, które to potwierdziły, m.in. 16 kwietnia 1702 o. Marcinowi Godebskiemu, rektorowi kolegium jezuitów w Pińsku, a później ukazał się również zakrystianowi podpowiadając, aby szukano jego świątobliwego ciała, pochowanego w kościelnej krypcie[46]. Potem w 1819 dominikaninowi o. Alojzemu Korzeniowskiemu w Wilnie, przepowiadając w wizji zmartwychwstanie Polski[47].
- Wbrew obiegowej opinii Andrzej Bobola nie był autorem tekstu ślubów lwowskich[48].
- W 1938 w Rawiczu odsłonięto pomnik Boboli, który prezydent RP Ignacy Mościcki udekorował Krzyżem Niepodległości[49].
- W 1992 powstało w Warszawie przy ul. Rakowieckiej 61 Stowarzyszenie Krzewienia Kultu św. Andrzeja Boboli, którego celem jest krzewienie kultu świętego we wszystkich obszarach duchowych i materialnych[50][51]
- Dekretem Stolicy Apostolskiej z 13 marca 2002 św. Andrzej Bobola na wniosek prymasa Polski kard. Józefa Glempa od 16 maja 2002 jest drugorzędnym patronem Polski[52][42]. Ponadto dekretem Stolicy Apostolskiej z 14 kwietnia 1992 został 17 maja 1992 ustanowiony patronem metropolii warszawskiej[52]. Jest również patronem archidiecezji warmińskiej[42]. Decyzją Kongregacji ds. Kultu Bożego i Dyscypliny Sakramentów święty od 21 września 1999 jest patronem miasta Czechowice-Dziedzice, a jego postać umieszczono na prawej części herbu tego miasta[53]. 16 maja 2019 został ogłoszony patronem Złocieńca[54].
- 16 maja 2007 abp Kazimierz Nycz dokonał otwarcia ku jego czci Muzeum św. Andrzeja Boboli w Warszawie[55]
- Wielu ulicom w Polsce nadano jego imię, m.in. jednej z ulic w takich miejscowościach jak: Białystok, Bielsko-Biała, Czechowice-Dziedzice (aleja), Iława, Kraków, Lipowa, Piaseczno, Przemyśl, Pułtusk, Toruń, Warszawa, Wysokie Mazowieckie, Zabrze czy Zgierz. Ponadto wiele kaplic nosi jego imię, m.in. w takich miejscowościach jak: Brzyna[56], Dobratycze[57], Jasieniec Iłżecki Dolny[58], Jastrzębia Góra[59] czy Zawoja-Wełcza[60].
- Świętemu poświęcono filmy dokumentalne:
  - Terrorysta od Pana Boga z 2000, w reżyserii Krzysztofa Żurowskiego[61];
  - Święty Andrzej Bobola (Widzialne i Niewidzialne)[62];
  - Niezłomny Patron Polski. Święty Andrzej Bobola z 2015, w reżyserii Edyty Szostek i Agnieszki Pers[63].
  - W 1940 planowano nakręcić film fabularny w reżyserii Romualda Gantkowskiego pt. Święty Andrzej Bobola z główną rolą Kazimierza Junoszy-Stępowskiego, ale z powodu wybuchu II wojny światowej nie doszło do jego realizacji.
- 16 maja 2020 Poczta Polska wprowadziła do obiegu znaczek pocztowy z serii Patroni Polski o nominale 3,30 zł z jego wizerunkiem w nakładzie 150 000 sztuk, projektu Bożydara Grozdewa (wraz z kopertą FDC)[64][65].

### Pamiątki po świętym
W archiwum Kolegium jezuitów w Starej Wsi przechowywany jest łaciński rękopis profesji, napisany przez świętego 2 czerwca 1630 w kościele św. Kazimierza w Wilnie o następującej treści:

Ja, Andrzej Bobola, ślubuję i przyrzekam Bogu wszechmogącemu wobec jego Matki Dziewicy i całego dworu niebieskiego, wszystkich tu obecnych oraz tobie, Wielebnemu Ojcu Janowi Jamiołkowskiemu w zastępstwie Przełożonego Generała Towarzystwa Jezusowego wraz z jego następcami, rolę Boga spełniającemu, dozgonne ubóstwo, czystość i posłuszeństwo oraz zgodnie z nim szczególną troskę o wychowanie dzieci według sposobu postępowania określonego w Liście Apostolskim dotyczącym Towarzystwa Jezusowego i w jego Konstytucjach. Ponadto przyrzekam specjalne posłuszeństwo najwyższemu Biskupowi w sprawie misji, jak to jest zapisane w tymże Liście Apostolskim i w Konstytucjach.

Ponadto w Muzeum św. Andrzeja Boboli w Warszawie eksponowane jest wieko trumny, w której spoczywały jego relikwie w Połocku oraz szaty, w które były ubrane jego zwłoki w Rzymie i w Warszawie.

### Sanktuaria świętego
| Sanktuaria św. Andrzeja Boboli |             |          |                                        |                  |                                                       |
| Lp.                            | Miejscowość | Kraj     | Świątynia                              | Rok ustanowienia | Uwagi                                                 |
| 1.                             | Janów       | Białoruś | kościół Podwyższenia Krzyża Świętego   | 2013             | miejsce śmierci                                       |
| 2.                             | Strachocina | Polska   | kościół św. Katarzyny Aleksandryjskiej | 2007             | miejsce urodzenia                                     |
| 3.                             | Szczecin    | Polska   | kościół św. Andrzeja Boboli            | 2020             |                                                       |
| 4.                             | Warszawa    | Polska   | sanktuarium św. Andrzeja Boboli        | 1991             | miejsce spoczynku oraz muzeum poświęcone jego pamięci |

## Ikonografia
Przedstawiany jest w stroju zakonnym, czasami jako wędrowiec lub w scenie swojego męczeństwa. Jego atrybut to szable wbite w jego lewą rękę, kozacy, krzyż i miecze nawiązujące do jego męczeństwa.

## Stanowisko Polskiego Autokefalicznego Kościoła Prawosławnego
Działalność Andrzeja Boboli jest odbierana negatywnie przez Polski Autokefaliczny Kościół Prawosławny, dla którego jest on symbolem prześladowań i represji wobec tych wyznawców prawosławia, którzy po wprowadzaniu w życie postanowień unii brzeskiej odmawiali przejścia na katolicyzm.
Według określenia teologa prawosławnego Michała Klingera „jego praca apostolska miała znamiona prozelityzmu i sprowadzała się do przeciągania prawosławnych na katolicyzm”.
Z tego względu środowiska związane z Polskim Autokefalicznym Kościołem Prawosławnym sceptycznie odniosły się do decyzji polskiego Kościoła katolickiego, uznającego Andrzeja Bobolę patronem Polski, twierdząc, że próby skatolicyzowania prawosławnej ludności Rzeczypospolitej, które podejmował usilnie Andrzej Bobola, zrodziły tendencje odśrodkowe w postaci m.in. powstań kozackich, przyczyniając się w rezultacie do upadku państwa.